# Alice in Chains: AIC 23
«AIC 23» (также известный как Alice in Chains Twenty-Three) — псевдодокументальный фильм американской гранж-группы Alice in Chains, для продвижения их пятого студийного альбома The Devil Put Dinosaurs Here (2013). Сценарий был написан в соавторстве с гитаристом/вокалистом Джерри Кантреллом, режиссёром Питером Дарли Миллером и актёром Уильямом Эрлом Брауном. Премьера видео состоялась на Funny or Die 3 апреля 2013 года. Название является пародией на документальный фильм Pearl Jam Pearl Jam Twenty (2011).
В фильме представлены фрагменты песен из альбома «The Devil Put Dinosaurs Here», такие как первые два сингла «Hollow» и «Stone», а также две песни, которые не были доступны до выхода альбома: «Voices» и «Phantom Limb».

## Сюжет
AIC 23 повествует о профессоре киноведения Алане Пуле Макларде и его путешествии, чтобы снять документальный фильм об Alice in Chains. Маклард берет интервью у других музыкантов, на которых повлияла группа. Среди них кантри-певец Донни «Скитер» Доллархайд-младший (роль исполнил гитарист/вокалист Джерри Кантрелл), регги-певец Неста Кливленд (роль исполнил вокалист Уильям Дюваль), блэк-метал-музыкант Унта Глибен Глаббен Глоббен Глобен (роль исполнил басист Майк Айнез) и хипстерский блоггер Стэнли Эйзен (роль исполнил барабанщик Шон Кинни).
Также участие в фильме приняли Ларс Ульрих и Роберт Трухильо из Metallica, Энн и Нэнси Уилсон из Heart, Майк Маккриди из Pearl Jam, Ким Тайил из Soundgarden, Дафф Маккаган из Guns N' Roses и другие.

## В ролях
| Актёр           | Роли                               |
| --------------- | ---------------------------------- |
| У. Эрл Браун    | Алан Пул МакЛард                   |
| Джерри Кантрелл | Донни «Скитер» Доллархайд-младший  |
| Шон Кинни       | Стэнли Эйзена                      |
| Майк Айнез      | Унта Глибен Глаббен Глоббен Глобен |
| Уильям Дюваль   | Неста Кливленд                     |
| Ким Тайил       | камео                              |
| Ларс Ульрих     | камео                              |
| Майк Маккриди   | камео                              |
| Энн Уилсон      | камео                              |
| Нэнси Уилсон    | камео                              |
| Дафф Маккаган   | камео                              |
| Роберт Трухильо | камео                              |
| Билл Кэллихер   | камео                              |
| Брэнт Хайндс    | камео                              |

## Производство
Гитарист и вокалист Джерри Кантрелл в интервью Loudwire рассказал, что идея AIC 23 возникла после пяти или шести конференц-звонков с группой, задававшейся вопросом, как они будут продвигать свой новый альбом The Devil Put Dinosaurs Here. Таким образом, участники придумали персонажей и имели свободное представление о том, что они хотят сделать - аналогично тому, что они сделали на The Nona Tapes (1995). Группа привлекла режиссера Питера Дарли Миллера и актера Уильяма Эрла Брауна, который также является другом Кантрелла. Совокалист Alice in Chains Уильям Дюваль заявил, что группа предпочла бы сделать что-нибудь, кроме промо-видео, и именно поэтому они решили снять фильм.
Сценарий был написан в соавторстве с Джерри Кантреллом и Уильямом Эрлом Брауном. Кантрелл рассказал, что его персонаж немного похож на его отца. Протезный макияж создавал обладатель премии «Оскар» визажист Мэттью В. Мангл, который работал над фильмами Эдвард руки-ножницы (1990), Дракула (1992) и Список Шиндлера (1993).
| Оценки критиков | Оценки критиков |
| Источник        | Оценка          |
| --------------- | --------------- |
| IMDb            | [ 6 ]           |

## Релиз
Премьера AIC 23 состоялась 3 апреля 2013 года на комедийном веб-сайте Уилла Феррелла «Funny or Die», сам фильм был загружен на официальном канале Alice in Chains на Youtube 2 дня спустя.

## Примечание
1. 1 2  Lee Hazell. Alice In Chains, AIC 23 live now on VEVO (16 апреля 2013). Дата обращения: 5 октября 2021. Архивировано 5 октября 2021 года.
2. ↑  Alice in Chains: AIC 23 (2013) (англ.). Дата обращения: 4 октября 2021. Архивировано 5 октября 2021 года.
3. ↑  Graham Hartmann. Alice in Chains Team With Funny or Die for Hilarious 'AIC 23′ Mockumentary (англ.). Loudwire. Дата обращения: 4 октября 2021. Архивировано 5 октября 2021 года.
4. 1 2 3  Charlotte Cripps. Alice in Chains in devilishly funny spoof. INDEPENDENT (11 апреля 2013). Дата обращения: 5 октября 2021. Архивировано 27 мая 2021 года.
5. ↑  Chad Childers. Alice in Chains' Jerry Cantrell + Sean Kinney Talk Festivals, 'AIC 23′ Mockumentary + Rock Hall (англ.). Loudwire. Дата обращения: 5 октября 2021. Архивировано 5 октября 2021 года.
6. ↑  Alice in Chains: AIC 23 (2013) - IMDb. Дата обращения: 5 октября 2021.
7. ↑  Alice In Chains - Twenty-Three (Documentary). Дата обращения: 5 октября 2021. Архивировано 6 октября 2021 года.